# Moc elektryczna

Animacja ruchu ładunków elektrycznych i transformacja energii w układzie zawierającym źródło prądu i odbiornik

Moc elektryczna – praca jaką wykonuje energia elektryczna w jednostce czasu.
Jednostką mocy w układzie SI jest wat.

## Prąd stały
W obwodach elektrycznych prądu stałego, w których odbiornikiem energii jest rezystancja, moc elektryczną można wyznaczyć ze wzoru 
{\displaystyle P=UI}
gdzie P oznacza moc, U napięcie elektryczne, a I natężenie prądu elektrycznego.
Wykorzystując prawo Ohma ({\displaystyle U=IR}) wzór na moc elektryczną można przedstawić również jako
{\displaystyle P=I^{2}R={\frac {U^{2}}{R}}}
gdzie R jest rezystancją.

## Prąd przemienny
W obwodach prądu przemiennego elementy zdolne do gromadzenia energii takie jak induktancja i pojemność powodują, że kierunek przepływu energii jest zmienny. Część energii jaka zostaje zamieniona w ciepło lub pracę określa się mianem mocy czynnej P. Jednakże, rozpatrując jeden przebieg okresu zmiennego prądu elektrycznego, układ pobiera ze źródła więcej energii, którą następnie ponownie do źródła oddaje. Tę część określa się jako moc bierna Q.
Jeśli przedstawiamy wielkości mocy czynnej i biernej jako wartości wektorowe względem siebie prostopadłe na płaszczyźnie zespolonej, to ich sumę wektorową nazywamy mocą pozorną:
{\displaystyle S={\sqrt {P^{2}+Q^{2}}}=UI={\frac {1}{2}}U_{m}I_{m}}
gdzie U i I to wartości skuteczne napięcia i natężenia prądu, a Um i Im to ich amplitudy (ostatnia tożsamość obowiązuje dla przebiegów sinusoidalnych).
Moc czynną i bierną można wyznaczyć na podstawie mocy pozornej, jeśli znane jest przesunięcie fazowe {\displaystyle \phi } między nimi:
{\displaystyle P=S\cos \phi }
{\displaystyle Q=S\sin \phi }
W nieliniowych obwodach prądu przemiennego występuje także moc elektryczna związana z odkształceniem przebiegów zwana mocą odkształcenia.

## Przestrzeń
Moc elektryczna pojawia się wszędzie tam gdzie istnieje pole elektryczne lub magnetyczne. Układ elektryczny jest prostym i szczególnym przypadkiem. W ogólniejszej formie równanie {\displaystyle P=UI} należy zastąpić bardziej skomplikowanymi obliczeniami, całką iloczynu wektorowego pola elektrycznego i magnetycznego po określonej powierzchni czyli:
{\displaystyle P=\iint \limits _{S}(\mathbf {E} \times \mathbf {H} )\cdot d{\vec {S}}}
Wynik jest skalarem, ponieważ jest to Całka powierzchniowa zorientowana z wektora Poyntinga.